# Synagoge (Bergheim)

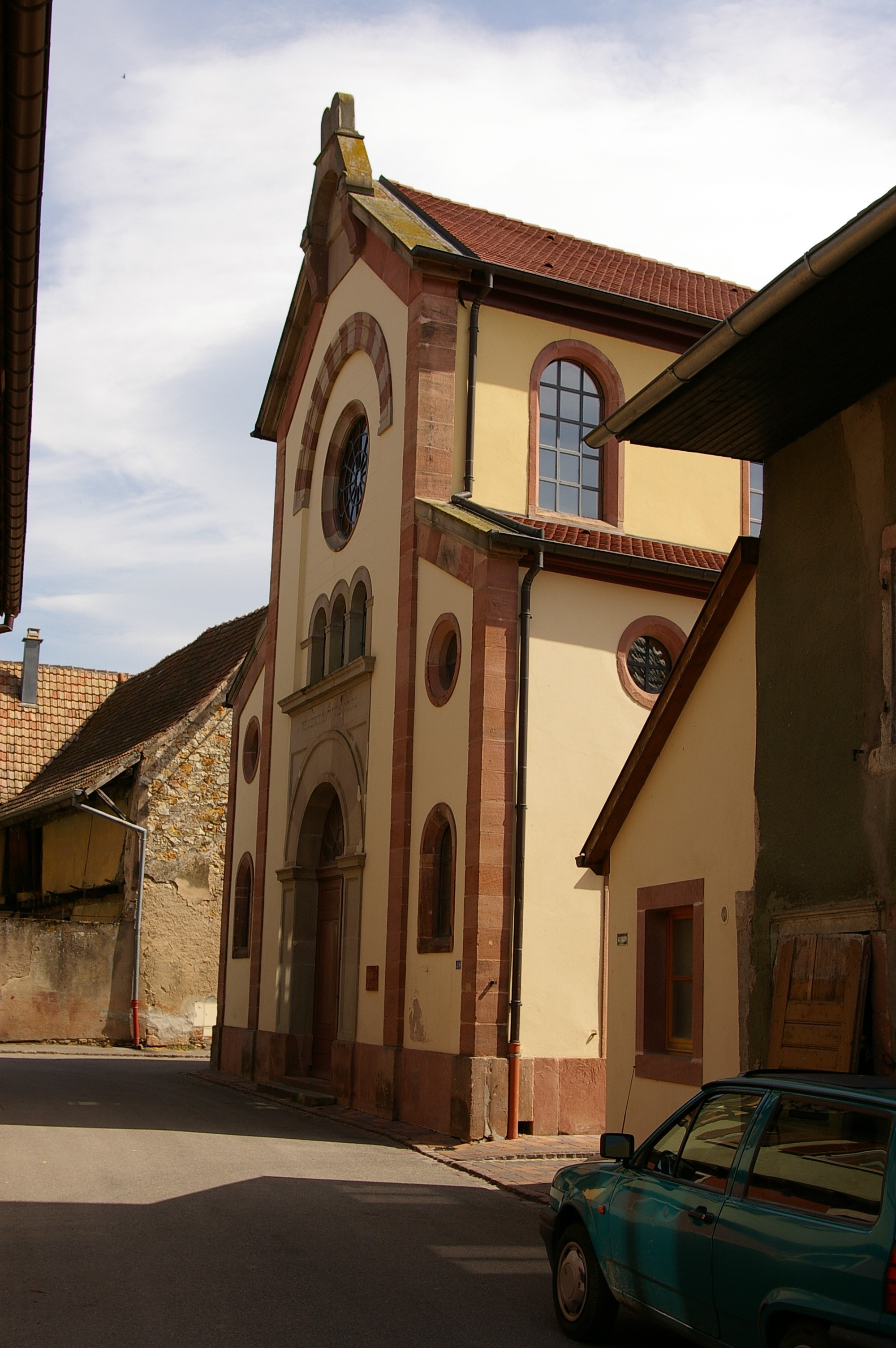
Synagoge in Bergheim

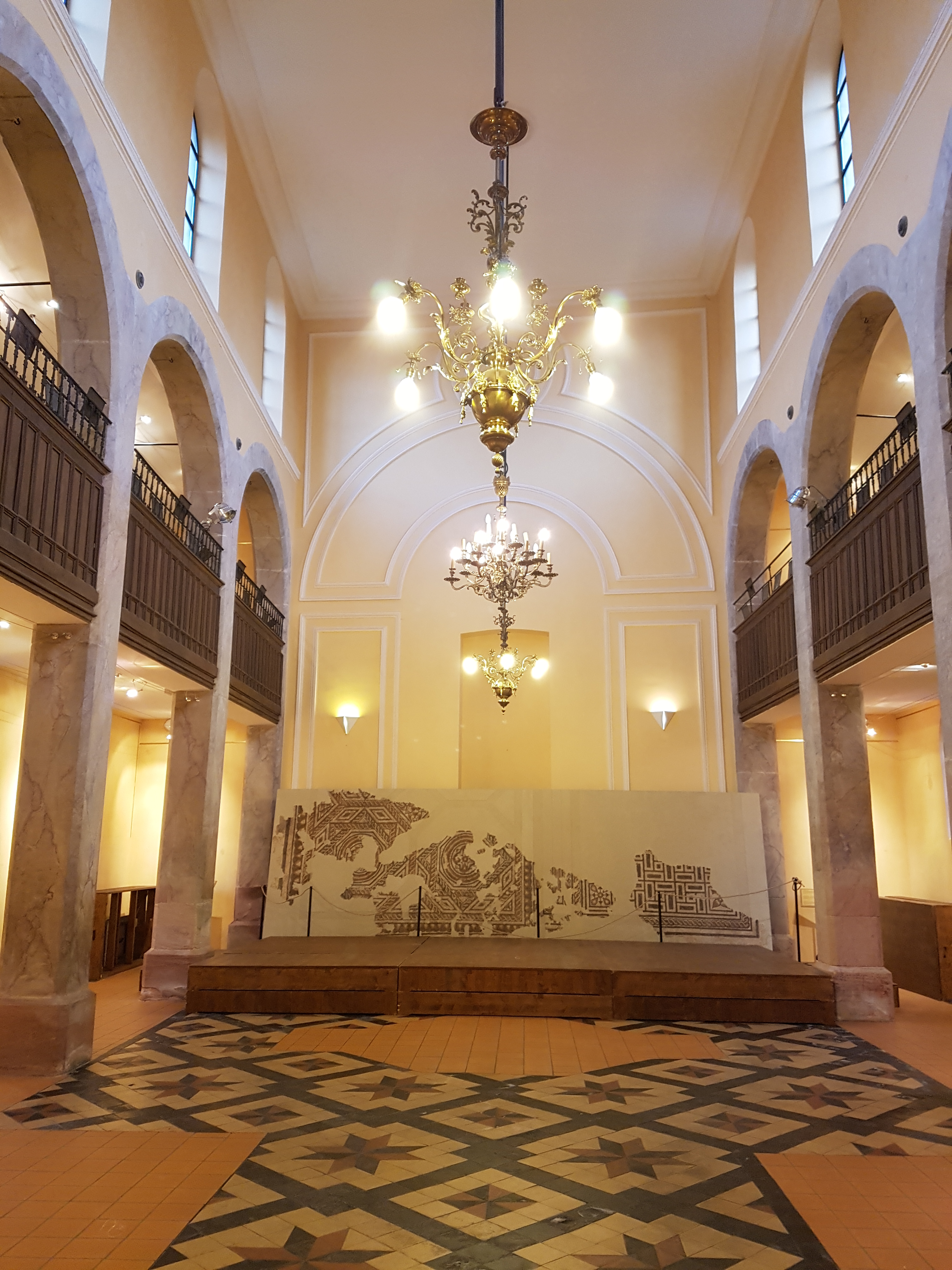
Innenansicht

Die Synagoge in Bergheim, einer französischen Gemeinde im Département Haut-Rhin in der historischen Region Elsass, ist eine profanierte Synagoge, die heute für kulturelle Veranstaltungen genutzt wird. Das seit 1990 unter Denkmalschutz (Monument historique) stehende Gebäude befindet sich in der Rue des Juifs Nr. 19 (Judengasse).

## Geschichte
Juden waren in Bergheim bereits im 14. Jahrhundert ansässig und sie hatten im Laufe der Zeit verschiedene Synagogengebäude.
Die heutige Synagoge in Bergheim wurde von 1860 bis 1863 an der Stelle eines Vorgängerbaus errichtet. In der Zeit des Nationalsozialismus wurde die Synagoge ausgeraubt und verwüstet. Nach 1945 fanden keine Gottesdienste mehr darin statt. In den 1990er Jahren wurde die ehemalige Synagoge von der politischen Gemeinde renoviert und sie wird nun für kulturelle Veranstaltungen genutzt.

## Architektur
Die nach den Plänen des Architekten Auguste Hartmann errichtete Synagoge besitzt Rundbogenfenster, die mit Buntsandstein eingefasst sind. Über dem Portal befindet sich ein dreifaches Rundbogenfenster und darüber ein großes Rundfenster, das von einem Halbbogenrisalit aus Buntsandstein geschmückt wird. Auf dem Giebel thronen die Gesetzestafeln.
An der ehemaligen Synagoge wurde eine Gedenktafel zur Erinnerung an die Jüdische Gemeinde angebracht.